# ジョン・リネル (画家)
ジョン・リネル（John Linnell、1792年6月16日 - 1882年1月20日）はイギリスの画家である。肖像画、風景画を描いた。

## 略歴
ロンドンのブルームスベリーで生まれた。父親は彫刻家で、芸術家の中で育ち、少年時代から才能を見せた。古典主義の画家、ベンジャミン・ウエストの弟子となり、さらに水彩画を得意とする風景画家ジョン・ヴァーリイにも学んだ。ヴァーリイの弟子たちの同じ世代のハント(William Henry Hunt:1790-1864)やマルレディ（William Mulready:1786-1863)といった水彩画家と親しくなった。1805年にロイヤル・アカデミー・オブ・アーツの美術学校に入学した。1807年と1810年にアカデミーの展覧会に肖像画を出展し賞を得た。1817年に結婚した。
油絵、水彩画、版画において熟練した技術を持ち、肖像画家として経済的に成功した。1840年代の終わりになって風景画を描くようになった。
若い画家の教育にも務め、17歳のサミュエル・パーマーの才能を見抜き、パーマーはイギリスのロマン主義を代表する画家となった。パーマーはリネルの娘と結婚した。
詩人で画家でもあったウィリアム・ブレイクと交流し、ブレークを信奉するパーマーやジョージ・リッチモンド、エドワード・カルヴァートらの若い芸術家のグループ「Ancients」も支援した。

## 作品

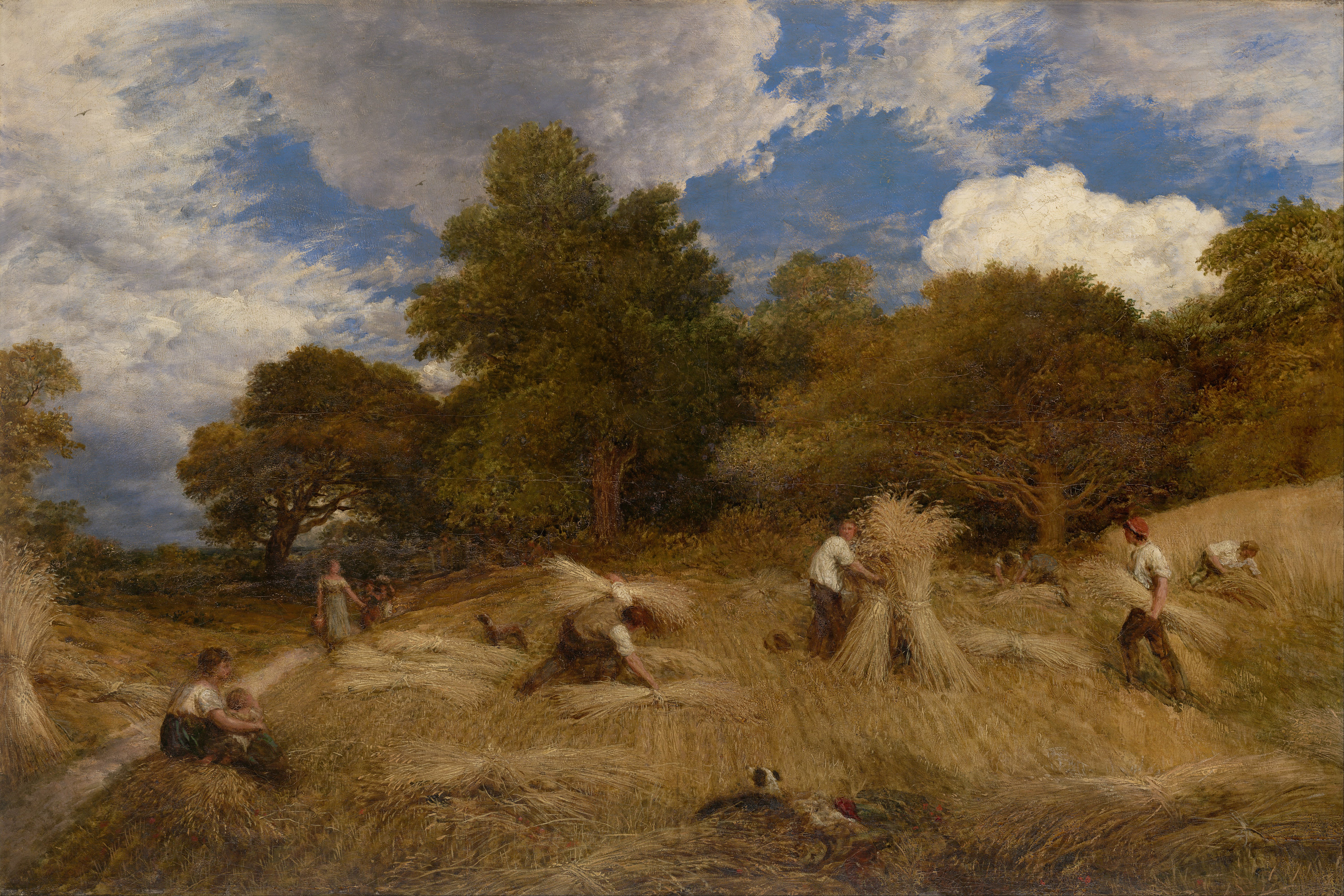
Wheat
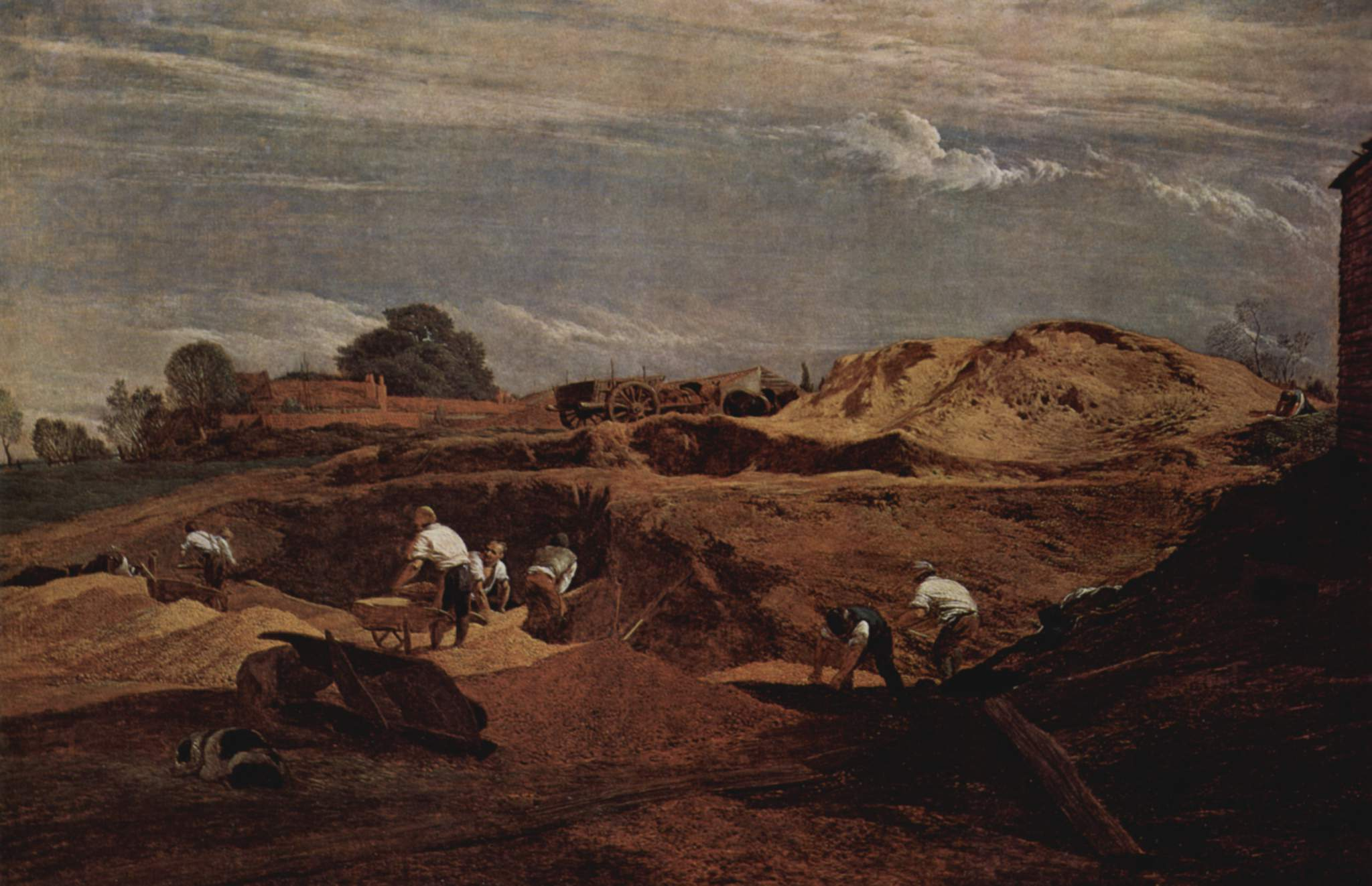
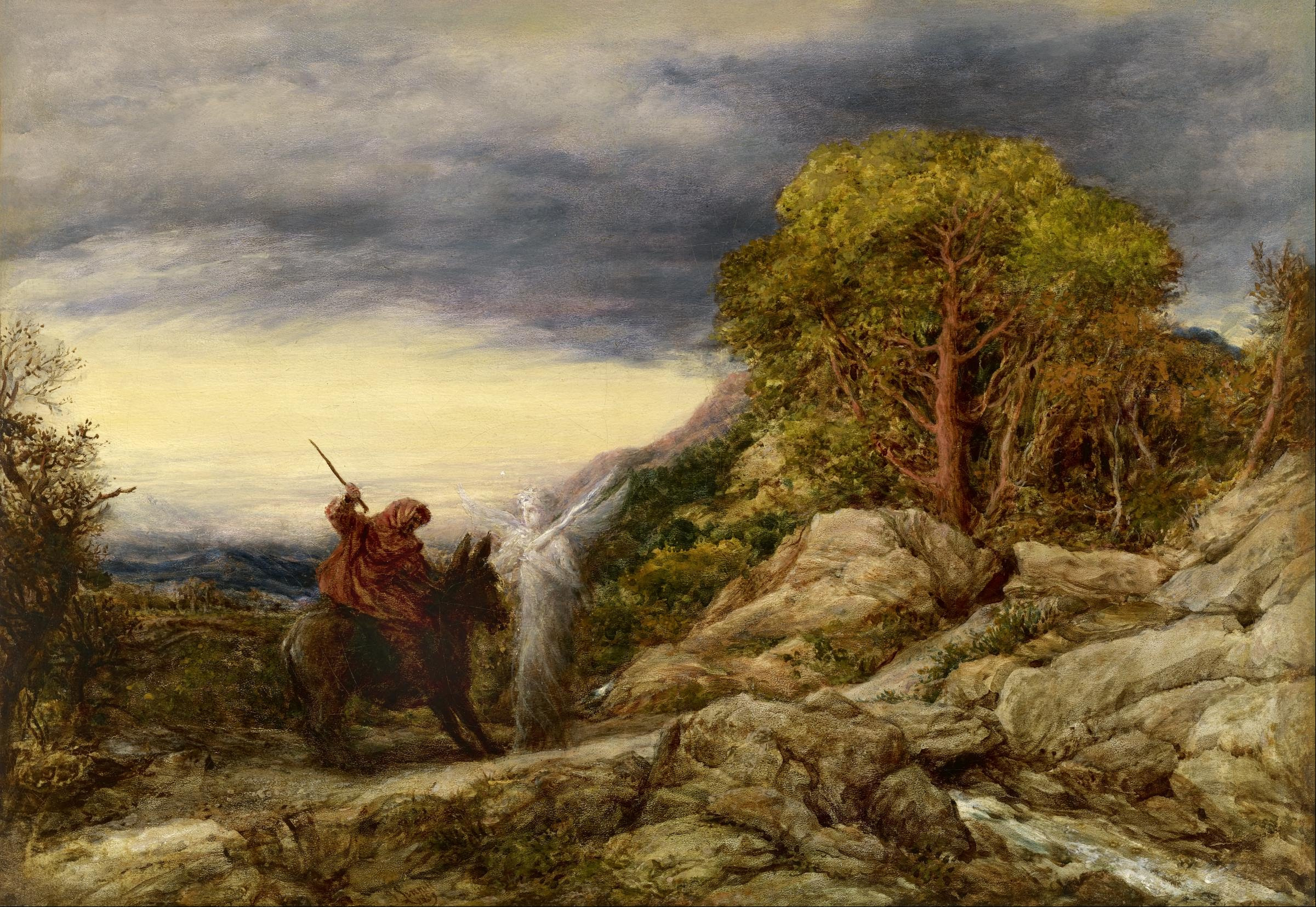

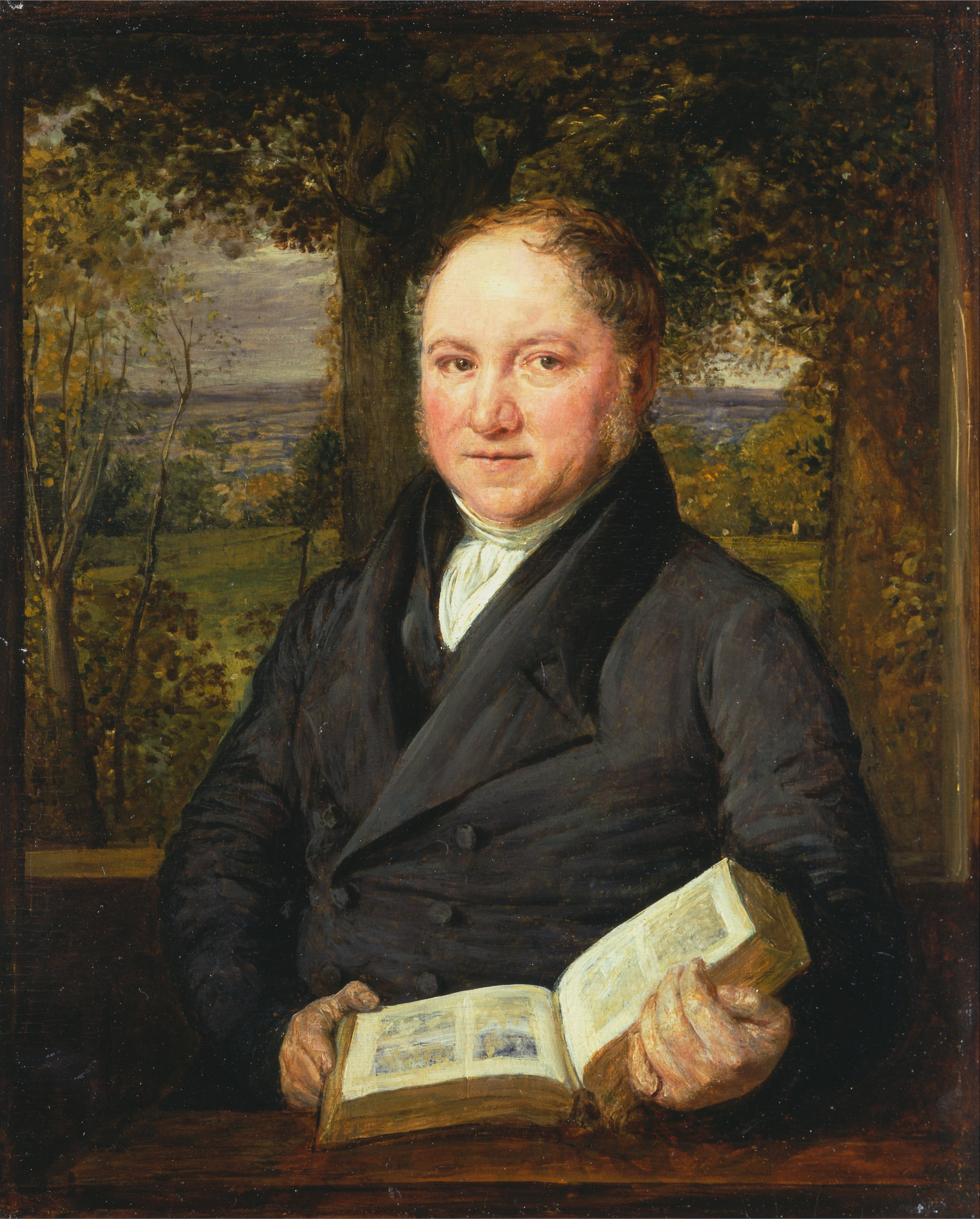
ジョン・ヴァーリイ-画家
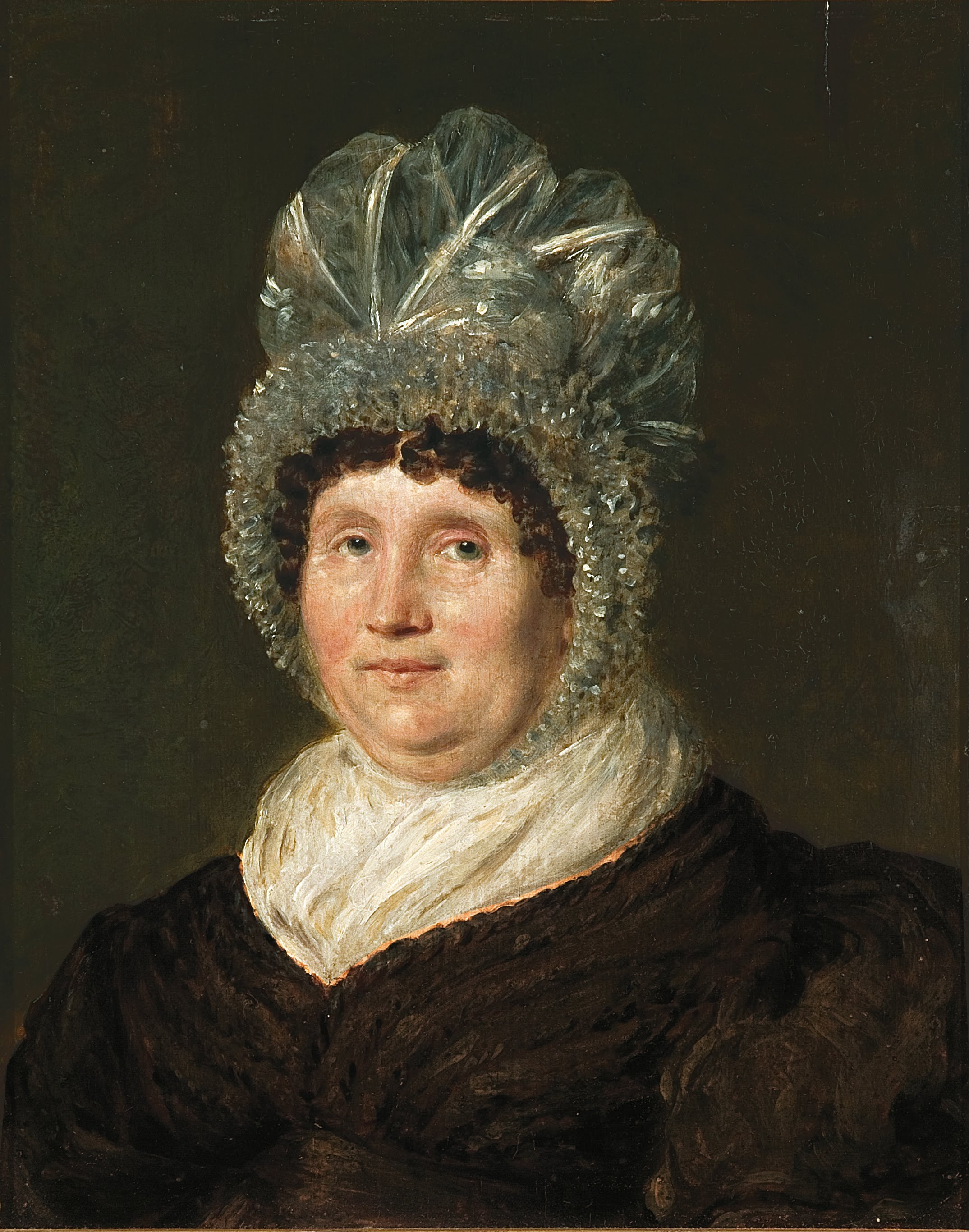
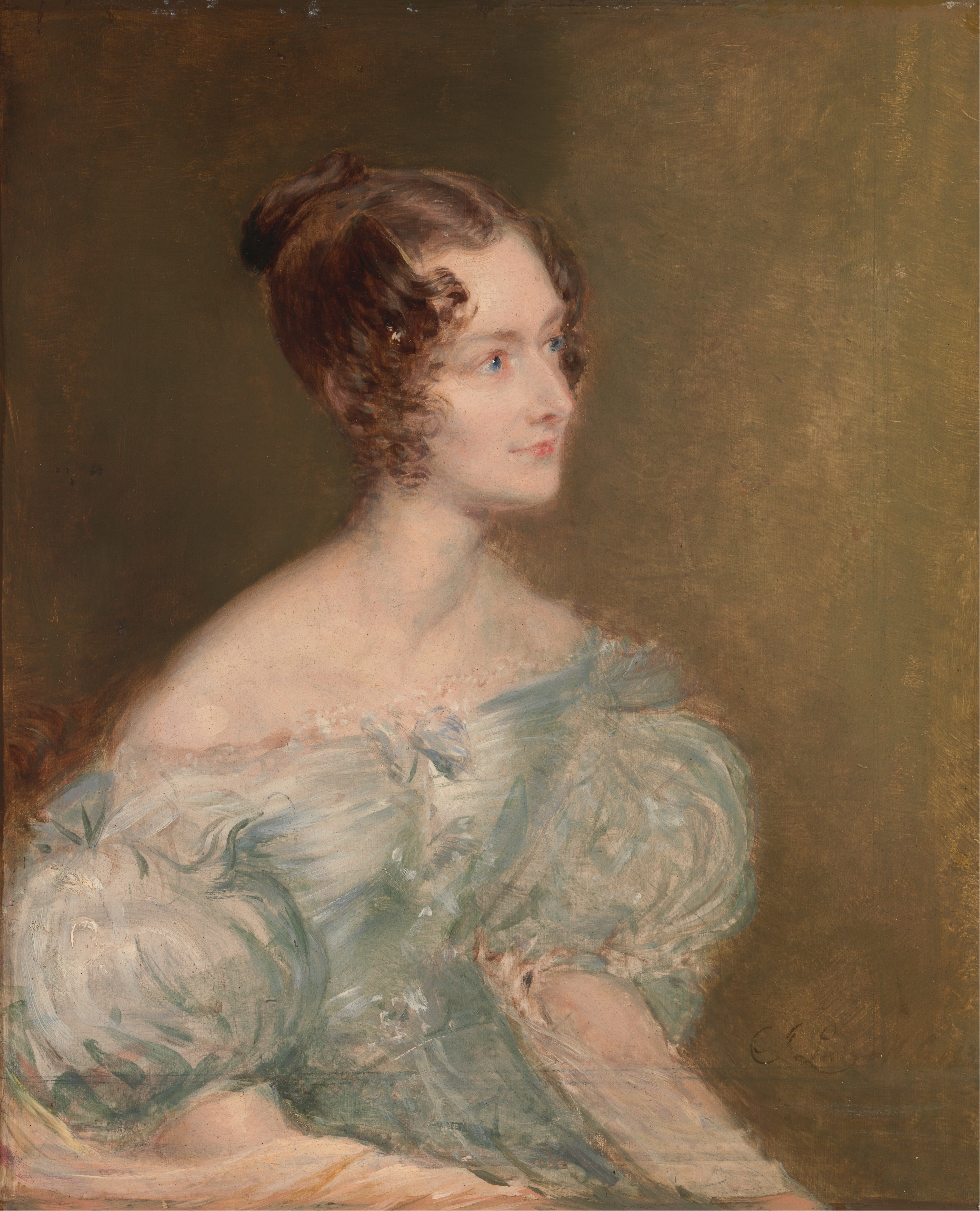
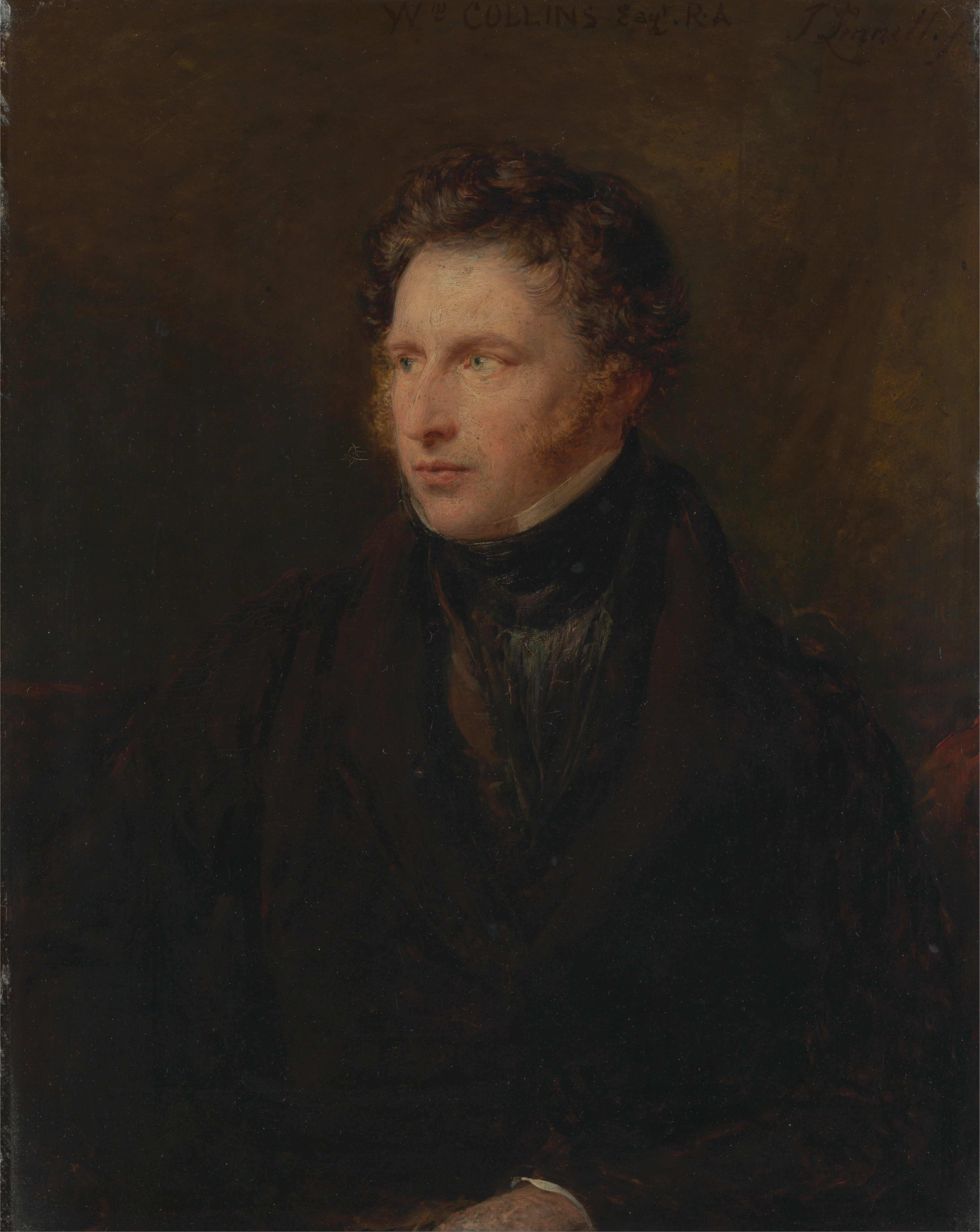
ウィリアム・コリンズ-画家